# Rhipidocotyle barracudae
Rhipidocotyle barracudae är en plattmaskart. Rhipidocotyle barracudae ingår i släktet Rhipidocotyle och familjen Bucephalidae. Inga underarter finns listade i Catalogue of Life.